# Springer spaniel angielski
Springer spaniel angielski – rasa psów należących do grupy psów aportujących, płochaczy i psów dowodnych, zaklasyfikowana do sekcji płochaczy. Typ wyżłowaty. Podlega próbom pracy.

## Rys historyczny
Dawną różnorodną grupę psów określanych mianem „spanieli lądowych” podzielono na dwie grupy ze względu na wielkość. Te większe nazwano springer spanielami (z ang. spring - płoszyć), służyły bowiem głównie do płoszenia zwierzyny dla sokolników. Z chwilą wprowadzenia broni palnej zaczęto od tych psów wymagać również aportowania. Springer spaniel angielski pochodzi z linii hodowlanej wcześniej zwanej spanielem z Norfolk. Uchodzi za przodka wszystkich rodzajów spanieli z wyjątkiem clumber spaniela.

## Użytkowość
Wszechstronny pies myśliwski.

## Zachowanie i charakter
Springer spaniel angielski jest psem posłusznym, opanowanym, dobrym aporterem, także z wody. Wobec obcych zachowuje się z rezerwą. Towarzyski, toleruje dzieci.

## Budowa
- głowa: dość szeroka, stop wyraźnie zaznaczony, bruzda pomiędzy oczami,
- oczy: ciemnoorzechowe, łagodne i uważne[1]; wadą jest widok trzeciej powieki,
- uszy: osadzone blisko głowy, na linii oczu, zwisające,
- tułów: silnie umięśniony, z dobrze rozwiniętą, głęboką klatką piersiową,
- ogon: nisko sadzony, noszony poziomo, dobrze owłosiony; tradycyjnie go przycinano, obecnie już się tego nie robi.

### Szata i umaszczenie
Szata jest gładka, dość gęsta, średniej długości, przylegająca, dzięki czemu chroni psa przed zmiennymi warunkami atmosferycznymi. Dopuszcza się każdy kolor szaty występujący u spanieli lądowych; najbardziej jednak pożądane jest umaszczenie biało-brunatne i biało-czarne, także z podpalanymi plamami.

## Zdrowie i pielęgnacja
Springer spaniel angielski potrzebuje regularnego ruchu, spacerów i możliwości wybiegania się. Jego sierść wymaga regularnej pielęgnacji. Ciężkie, zwisające uszy podatne są na stany zapalne. Zdarzają się też u przedstawicieli tej rasy uczulenia, choroby oczu oraz dysplazja stawu biodrowego i łokciowego.